# Оливайш
Оливайш, ранее Санта-Мария-дуз-Оливайш (порт. Santa Maria dos Olivais) — район (фрегезия) в Португалии, входит в округ Лиссабон. Является составной частью муниципалитета Лиссабон. Находится в составе крупной городской агломерации Большой Лиссабон. По старому административному делению входил в провинцию Эштремадура. Входит в экономико-статистический субрегион Большой Лиссабон, который входит в Лиссабонский регион. Население составляет 46 410 человек на 2001 год. Занимает площадь 10,66 км².
Покровительницей района считается Дева Мария (порт. Nossa Senhora dos Olivais).

## История
Район основан в 1397 году. В 2012 году официально переименован в Оливайш.